# Josep Maria Guzmán Cañas
Josep Maria Guzmán Cañas (Badalona, Barcelona, 28 de febrero de 1984) es un jugador español de baloncesto profesional.
Mide 1,84 m y ocupa la posición de base y ha sido internacional con todas las categorías inferiores de la Selección española con la que logró la plata en el Torneo de Mannheim 2002.

## Trayectoria deportiva
Se formó en las categorías inferiores del Joventut de Badalona, equipo con el que llegó a debutar en la liga ACB de la mano del entrenador Aíto García Reneses.
En la temporada 2004/05, cuando jugaba cedido en el CB Melilla de la liga LEB sufrió una lesión de espalda que le hizo frenar drásticamente su progresión.
Tras militar dos temporadas en el CB Tarragona de la liga LEB, hasta la temporada 2007/08, Ricard Casas le fichó para que fuera el tercer base del ViveMenorca de la liga ACB. En su primer año en Menorca contribuyó decisivamente a que el club balear salvara la categoría en la mejor temporada del equipo balear en la ACB resultando decisivo en, al menos, media docena de encuentros. Una temporada más tarde vivió el descenso administrativo de categoría del club a la liga LEB Oro pese a clasificarse en la posición 16 de la liga ACB, pero la decisión de un juez de otorgar plaza al Obradoiro llevó al club que presidía José Luis Sintes a perder la categoría. En la temporada 2009/10 contribuyó con  4,3 puntos y 2,2 asistencias en 15,3 minutos de juego a volver a llevar al dicho club a la máxima categoría del baloncesto en España.
Tras iniciar la pretemporada 2010/11 entrenando con el Caja Laboral de Vitoria, a principios de septiembre se confirma su fichaje por el Lleida Bàsquet de LEB Oro.

## Clubes
- Categorías Inferiores: Joventut Badalona.
- 2001/02: Joventut Badalona, EBA
- 2002/04: DKV Joventut, ACB y EBA
- 2004/05: CB Melilla, LEB y CB Prat, EBA
- 2005/07: CB Tarragona, LEB
- 2007/10: ViveMenorca, ACB y LEB Oro
- 2010/11: Lleida Bàsquet, LEB Oro